# Aeroporto Internazionale di Minneapolis-Saint Paul-Wold-Chamberlain
L'Aeroporto Internazionale di Minneapolis-Saint Paul (IATA: MSP, ICAO: KMSP, FAA LID: MSP) è un aeroporto internazionale al servizio delle Twin Cities (Minneapolis e Saint Paul) nello stato statunitense del Minnesota. 
Si trova a 16 km da Downtown Minneapolis e rispettivamente Downtown Saint Paul. È il principale e più trafficato aeroporto dell'Upper Midwest, 18 esimo degli Stati Uniti per traffico passeggeri e serve destinazioni in Nord America, Europa e Asia. È inoltre base per molte operazioni del U.S. Air Force e della Minnesota Air National Guard. 
È hub di Delta Air Lines per il Midwest e base di Sun Country Airline. Delta copre circa il 70% del traffico di MSP.

## Trasporti
L'aeroporto è collegato alla città di Minneapolis mediante la linea blu della rete tranviaria di Minneapolis, gestita da Metro Transit, le strade statali MN 5, MN 77 e MN 66 e l'autostrada Interstate 494.